# Tiro nos Jogos Olímpicos de Verão de 2008 - Carabina de ar 10 m feminino
A prova da carabina de ar a 10 m feminino do tiro dos Jogos Olímpicos de Verão de 2008 foi disputada no dia 9 de agosto na Arena de Tiro de Pequim.

## Calendário
Horário de Pequim (UTC+8)
| Dia                 | Horário     | Rodada       |
| ------------------- | ----------- | ------------ |
| Sábado, 9 de agosto | 8:30-9:45   | Qualificação |
| Sábado, 9 de agosto | 10:30-10:50 | Final        |

## Recordes
Antes desta competição, os recordes mundiais e olímpicos da prova eram os seguintes:

### Qualificação
| Tipo | Atleta | Pontos | Local | Data |
| ---- | --- | ------ | --- | --- |
|      | KOR Seo Sun Hwa CHN Gao Jing RUS Lioubov Galkina CHN Du Li RUS Lioubov Galkina IND Suma Shirur RUS Lioubov Galkina AUT Monika Haselsberger GER Barbara Lechner CHN Zhao Yinghui CHN Wu Liuxi CHN Du Li GER Sonja Pfeilschifter | 400    | Sydney, Austrália Xangai, China Munique, Alemanha Zagreb, Croácia Munique, Alemanha Kuala Lumpur, Malásia Banguecoque, Tailândia Atenas, Grécia Tallinn, Estónia Changwon, Coreia do Sul Munique, Alemanha Granada, Espanha Milão, Itália | 12 de abril de 2002 22 de abril de 2002 24 de agosto de 2002 4 de junho de 2003 14 de junho de 2003 13 de fevereiro de 2004 22 de fevereiro de 2004 22 de abril de 2004 5 de março de 2005 11 de abril de 2005 11 de junho de 2005 4 de outubro de 2006 24 de maio de 2008 |
|      | RUS Lioubov Galkina | 399    | Atenas, Grécia | 14 de agosto de 2004 |

### Final
| Tipo | Atleta              | Pontos              | Local          | Data                 |
| ---- | ------------------- | ------------------- | -------------- | -------------------- |
|      | Sonja Pfeilschifter | 505,0 (400 + 105,0) | Milão, Itália  | 24 de maio de 2008   |
|      | CHN Du Li           | 502,0 (398 + 104,0) | Atenas, Grécia | 14 de agosto de 2004 |

## Medalhistas
| Ouro   | CZE Kateřina Emmons |
| Prata  | RUS Lyubov Galkina  |
| Bronze | CRO Snejžana Pejčić |

## Resultados

### Qualificação
| Pos. | Atleta                      | 1   | 2   | 3   | 4   | Total | Notas |
| ---- | --------------------------- | --- | --- | --- | --- | ----- | ----- |
| 1    | CZE Kateřina Emmons         | 100 | 100 | 100 | 100 | 400   | OR    |
| 2    | RUS Lyubov Galkina          | 99  | 100 | 100 | 100 | 399   |       |
| 3    | CRO Snježana Pejčić         | 99  | 100 | 100 | 100 | 399   |       |
| 4    | CHN Du Li                   | 100 | 100 | 100 | 99  | 399   |       |
| 5    | USA Jamie Beyerle           | 98  | 99  | 100 | 100 | 397   |       |
| 6    | KAZ Olga Dovgun             | 98  | 99  | 100 | 100 | 397   |       |
| 7    | POL Sylwia Bogacka          | 98  | 99  | 100 | 100 | 397   |       |
| 8    | FRA Marie Laure Gigon       | 99  | 99  | 98  | 100 | 396   |       |
| 9    | SVK Daniela Peskova         | 100 | 98  | 98  | 100 | 396   |       |
| 10   | KOR Chanmi Kim              | 98  | 99  | 100 | 99  | 396   |       |
| 11   | CUB Eglis Yaima Cruz        | 100 | 98  | 100 | 98  | 396   |       |
| 12   | GER Sonja Pfeilschifter     | 100 | 100 | 98  | 98  | 396   |       |
| 13   | KOR Yeooul Kim              | 98  | 100 | 98  | 99  | 395   |       |
| 14   | NOR Kristina Vestveit       | 99  | 99  | 98  | 99  | 395   |       |
| 15   | USA Emily Caruso            | 98  | 100 | 100 | 97  | 395   |       |
| 16   | SUI Irene Beyeler           | 99  | 100 | 99  | 97  | 395   |       |
| 17   | GER Barbara Lechner         | 98  | 97  | 100 | 99  | 394   |       |
| 18   | RUS Olga Desyatskaya        | 97  | 99  | 99  | 99  | 394   |       |
| 19   | FRA Laurence Brize          | 99  | 98  | 98  | 99  | 394   |       |
| 20   | SRB Lidija Mihajlovic       | 99  | 97  | 100 | 99  | 394   |       |
| 21   | FIN Hanna Etula             | 98  | 99  | 99  | 98  | 394   |       |
| 22   | MGL Batkhuyag Zorigt        | 98  | 99  | 100 | 97  | 394   |       |
| 23   | EGY Shimaa Hashad           | 96  | 98  | 99  | 100 | 393   |       |
| 24   | INA Yosheefin Prasasti      | 97  | 98  | 98  | 100 | 393   |       |
| 25   | POL Agnieszka Staron        | 99  | 96  | 99  | 99  | 393   |       |
| 26   | BUL Desislava Balabanova    | 99  | 97  | 98  | 99  | 393   |       |
| 27   | UKR Natallia Kalnysh        | 97  | 100 | 98  | 98  | 393   |       |
| 28   | ITA Valentina Turisini      | 99  | 99  | 97  | 98  | 393   |       |
| 29   | IND Anjali Bhagwat          | 99  | 99  | 97  | 98  | 393   |       |
| 30   | CRO Suzana Cimbal Spirelja  | 99  | 99  | 99  | 96  | 393   |       |
| 31   | CZE Pavla Kalna             | 97  | 97  | 98  | 100 | 392   |       |
| 32   | UZB Elena Kuznetsova        | 98  | 99  | 99  | 97  | 392   |       |
| 33   | SUI Annik Marguet           | 97  | 96  | 98  | 100 | 391   |       |
| 34   | NOR Gyda Olssen             | 97  | 98  | 97  | 99  | 391   |       |
| 35   | HUN Anita Toth              | 96  | 99  | 97  | 98  | 390   |       |
| 36   | THA Sasithorn Hongprasert   | 99  | 97  | 97  | 97  | 390   |       |
| 37   | CHN Yinghui Zhao            | 96  | 98  | 97  | 98  | 389   |       |
| 38   | FIN Marjo Yli-Kiikka        | 98  | 98  | 96  | 97  | 389   |       |
| 39   | IND Avneet Kaur Sidhu       | 98  | 100 | 96  | 95  | 389   |       |
| 40   | THA Thanyalak Chotphibunsin | 98  | 97  | 97  | 96  | 388   |       |
| 41   | MON Fabienne Pasetti        | 94  | 98  | 98  | 97  | 387   |       |
| 42   | AUS Susan McCready          | 97  | 94  | 96  | 99  | 386   |       |
| 43   | VEN Diliana Mendez          | 94  | 97  | 98  | 97  | 386   |       |
| 44   | AUS Robyn Van Nus           | 94  | 96  | 97  | 97  | 384   |       |
| 45   | UKR Dariya Sharipova        | 97  | 96  | 97  | 94  | 384   |       |
| 46   | NEP Phool Maya Kyapchhaki   | 93  | 96  | 97  | 94  | 380   |       |
| 47   | TKM Yekaterina Arabova      | 93  | 94  | 94  | 95  | 376   |       |

### Final
Esses são os resultados da final:
| Pos.              | Atleta                | Qual. | 1    | 2    | 3    | 4    | 5    | 6    | 7    | 8    | 9    | 10   | Total | Notas |
| ----------------- | --------------------- | ----- | ---- | ---- | ---- | ---- | ---- | ---- | ---- | ---- | ---- | ---- | ----- | ----- |
| Medalha de ouro   | CZE Kateřina Emmons   | 400   | 10,6 | 10,7 | 9,7  | 10,9 | 10,2 | 10,4 | 10,6 | 10,3 | 10,2 | 9,9  | 503,5 | OR    |
| Medalha de prata  | RUS Lyubov Galkina    | 399   | 10,7 | 10,3 | 9,5  | 10,2 | 10,1 | 10,7 | 10,3 | 10,6 | 10,7 | 10,0 | 502,1 |       |
| Medalha de bronze | CRO Snejžana Pejčić   | 399   | 10,6 | 10,5 | 10,6 | 10,0 | 10,5 | 9,8  | 10,3 | 9,7  | 9,8  | 10,1 | 500,9 |       |
| 4                 | USA Jamie Beyerle     | 397   | 10,6 | 9,6  | 10,3 | 10,4 | 10,0 | 10,7 | 9,9  | 10,4 | 10,8 | 10,1 | 499,8 |       |
| 5                 | CHN Du Li             | 399   | 9,8  | 10,0 | 10,1 | 10,4 | 10,1 | 10,0 | 9,7  | 10,0 | 10,4 | 10,1 | 499,6 |       |
| 6                 | KAZ Olga Dovgun       | 397   | 10,2 | 10,1 | 9,8  | 10,6 | 10,0 | 9,7  | 10,5 | 10,6 | 9,9  | 9,8  | 498,1 |       |
| 7                 | FRA Marie Laure Gigon | 396   | 10,3 | 9,6  | 10,4 | 10,7 | 10,7 | 9,9  | 10,5 | 10,2 | 9,8  | 9,2  | 497,3 |       |
| 8                 | POL Sylwia Bogacka    | 397   | 10,1 | 9,8  | 9,7  | 9,6  | 9,9  | 10,3 | 9,8  | 9,9  | 10,3 | 9,2  | 495,7 |       |

Legenda
| Recorde mundial      | Recorde mundial (World record)               |                       | Recorde africano                      | Recorde africano (African) |                                           | Q | Classificado por posição (Qualified) |
| Recorde olímpico     | Recorde olímpico (Olympic record)            | Recorde da América    | Recorde da América (Americas)         | q                          | Classificado por melhor tempo (Qualified) |   |                                      |
| Melhor marca do ano  | Melhor marca do ano (World leading)          | Recorde asiático      | Recorde asiático (Asian)              | DNS                        | Não largou (Did not start)                |   |                                      |
| Recorde nacional     | Recorde nacional (National record)           | Recorde europeu       | Recorde europeu (European)            | DNF                        | Não terminou (Did not finish)             |   |                                      |
| Recorde pessoal      | Recorde pessoal do atleta (Personal best)    | Recorde da Oceania    | Recorde da Oceania (Oceania)          | DSQ / DQ                   | Desclassificado (Disqualified)            |   |                                      |
| Recorde da temporada | Recorde da temporada do atleta (Season best) | Recorde sul-americano | Recorde sul-americano (South America) | NM                         | Sem marca (No mark)                       |   |                                      |